# Општина Ковин
Општина Ковин је општина у Републици Србији. Налази се у АП Војводина и спада у Јужнобанатски округ. По подацима из 2004. општина заузима површину од 730 km² (од чега на пољопривредну површину отпада 47.753 ha, а на шумску 10.266 ha). Центар општине је град Ковин. Општина Ковин се састоји од 10 насеља. Према подацима са последњег пописа 2022. године у општини је живело 28.141 становника (према попису из 2011. било је 33.722 становника). По подацима из 2004. природни прираштај је износио -3,3‰, а број запослених у општини износи 7.483 људи. У општини се налази 13 основних и 2 средње школе.
На западу се граничи с општином Панчево, на северу с општинама Алибунар и Вршац, на истоку с општином Бела Црква и на југу са Дунавом. Ковинска општина има облик неправилног троугла. Простире се највећим делом на лесној тераси и алувијалној равни Дунава.
Јужним делом општине протиче река Дунав. Земљиште је плодно, а најзаступљеније су ритске црнице, ливадске црнице и чернозем. Природни резерват Делиблатска пешчара се највећим делом своје територије управо налази на територији општине Ковин.
У саобраћајном погледу општина Ковин има добар положај. После изградње друмског моста на Дунаву и асфалтног пута према Белој Цркви, постала је значајна раскрсница путева.
Најразвијенија привредна грана је пољопривреда.

## Географија
Јужну границу општине чини река Дунав у дужини од 46 километара. Поред Дунава, 15 километара југозападно од Ковина је језеро Провалија настало великом поплавом Дунава када је пробио насип и издубио корито будућег језера.
На територији општине се налази највећи део Делиблатске пешчаре, 63% или 227,15 км².

### Насељена места
У општини Ковин постоји десет насеља.
| Насеље         | Број становника | Број становника | Промена (%) |
| Насеље         | Попис 2011.     | Попис 2022.     | Промена (%) |
| -------------- | --------------- | --------------- | ----------- |
| Баваниште      | 5.820           | 5.082           | -12,68%     |
| Гај            | 2.929           | 2.486           | -15,12%     |
| Делиблато      | 2.939           | 2.409           | -18,03%     |
| Дубовац        | 1.188           | 1.002           | -15,66%     |
| Ковин          | 13.515          | 11.623          | -14,00%     |
| Мало Баваниште | 332             | 228             | -31,33%     |
| Мраморак       | 2.690           | 2.265           | -15,80%     |
| Плочица        | 1.794           | 1.589           | -11,43%     |
| Скореновац     | 2.354           | 1.344           | -42,91%     |
| Шумарак        | 161             | 113             | -29,81%     |
| Општина Ковин  | 33.722          | 28.141          | -16,55%     |

Постоји и већи број салаша, нарочито у атарима села Плочице и Гаја. Некада омладинско, а данас избегличко насеље Чардак налази се у Делиблатској пешчари. Викенд-насеље, насеље на Дунаву на коме се налази око 300 викендица, викендаша из целе Србије, налази се на путу Ковин-Мало Баваниште, око 10 км од града. Насеље Ибрифор се налази такође на Дунаву, код Ковинско-Смедеревског моста. Броји педесетак кућа. На Ибрифору се налази и пристаниште које је још увек у изградњи и експанзији.

### Демографија
| Етнички састав према попису из 2022.‍ | Етнички састав према попису из 2022.‍ | Етнички састав према попису из 2022.‍ | Етнички састав према попису из 2022.‍ | Етнички састав према попису из 2022.‍ |
| ------------------------------------ | ------------------------------------ | ------------------------------------ | ------------------------------------ | ------------------------------------ |
|                                      |                                      |                                      |                                      |                                      |
| Срби                                 | Срби                                 |                                      | 21.641                               | 76,90%                               |
| Мађари                               | Мађари                               |                                      | 1.778                                | 6,32%                                |
| Роми                                 | Роми                                 |                                      | 1.493                                | 5,31%                                |
| Румуни                               | Румуни                               |                                      | 784                                  | 2,79%                                |
| Југословени                          | Југословени                          |                                      | 97                                   | 0,34%                                |
| Македонци                            | Македонци                            |                                      | 78                                   | 0,28%                                |
| Муслимани                            | Муслимани                            |                                      | 64                                   | 0,23%                                |
| Бугари                               | Бугари                               |                                      | 63                                   | 0,22%                                |
| Власи                                | Власи                                |                                      | 54                                   | 0,19%                                |
| Хрвати                               | Хрвати                               |                                      | 41                                   | 0,15%                                |
| Црногорци                            | Црногорци                            |                                      | 40                                   | 0,14%                                |
| Немци                                | Немци                                |                                      | 37                                   | 0,13%                                |
| Словенци                             | Словенци                             |                                      | 26                                   | 0,09%                                |
| Руси                                 | Руси                                 |                                      | 20                                   | 0,07%                                |
| Албанци                              | Албанци                              |                                      | 16                                   | 0,06%                                |
| Словаци                              | Словаци                              |                                      | 13                                   | 0,05%                                |
| Остали                               | Остали                               |                                      | 182                                  | 0,65%                                |
| Регионално                           | Регионално                           |                                      | 85                                   | 0,30%                                |
| Неизјашњени                          | Неизјашњени                          |                                      | 632                                  | 2,25%                                |
| Непознато                            | Непознато                            |                                      | 997                                  | 3,54%                                |
| Укупно: 28.141                       |                                      |                                      |                                      |                                      |

Сва насеља осим Скореновца и Шумарка имају већинско српско становништво. Скореновац има мађарску већину, а Шумарак релативну мађарску већину.
| Година | Становника | Срби   | Немци  | Румуни | Мађари | Хрвати | Роми  | Словаци | Остали |
| ------ | ---------- | ------ | ------ | ------ | ------ | ------ | ----- | ------- | ------ |
| 1910.  | 34034      | 45,52% | 19,30% | 16,65% | 15,64% | 0,09%  | 1,28% | 0,12%   | 1,70%  |
| 1930.  | 35600      | 50,66% | 20,68% | н. п.  | 13,00% | н. п.  | н. п. | н. п.   | 15,64% |
| 1960.  | 39994      | 73,10% | н. п.  | 17,60% | 13,59% | н. п.  | 0,04% | 0,14%   | 5,27%  |
| 1990.  | 38263      | 73,53% | 0,20%  | 4,54%  | 10,28% | 0,39%  | 2,47% | 0,05%   | 8,54%  |
| 2000.  | 36802      | 76,75% | 0,13%  | 3,70%  | 9,26%  | 0,30%  | 3,10% | 0,11%   | 7,44%  |
| 2011.  | 33722      | 74,58% | 0,14%  | 3,47%  | 8,90%  | 0,19%  | 4,49% | 0,04%   | 8,22%  |

- [4]

### Остали
Поред наведених у Ковинској општини још живе и Албанци, Бошњаци, Бугари, Буњевци, Власи, Муслимани, Немци, Руси, Словаци, Словенци, Украјинци, Хрвати, Црногорци и Чеси.

## Познате личности
- Прокопије Ивачковић, патријарх српски од 1874. до 1879.
- Дарко Ковачевић, бивши српски фудбалер
- Золтан Дани, пензионисани пуковник ПВО Војске Југославије